# Paranthus nivea
Paranthus nivea är en havsanemonart som först beskrevs av René-Primevère Lesson 1830.  Paranthus nivea ingår i släktet Paranthus och familjen Actinostolidae. Inga underarter finns listade i Catalogue of Life.